# Der Gletscherclan
Der Gletscherclan ist eine deutsch-österreichische Familiensaga, die von ProSieben 1994 produziert wurde. Die Ausstrahlung der ersten zehn Episoden erfolgte im gleichen Jahr, die letzten vier Episoden wurden erst 2007 gezeigt.

## Handlung
Die Jauffenbergers haben in der Sportartikelbranche ein weltweites Imperium aufgebaut. Chef des Hauses ist Ruprecht Jauffenberger. Aus seiner ersten Ehe stammen Andi und Clara, aus zweiter Ehe Toni. Zur Familie gehören auch Ruprechts Bruder Florian und dessen Frau Anna.
Ruprecht Jauffenberger kämpft um den Erhalt des Familienunternehmens, verliert aber langsam die Kontrolle. Ein Geschäftspartner wird wortbrüchig und der leichtsinnige Toni hat die dubiose Hauptkonkurrentin Kira von Mayenbrink ins Spiel gebracht. Zwischen Andi und Toni bricht ein heftiger Konkurrenzkampf aus. Zudem möchte Ruprechts Geliebte, die Kellnerin Johanna Härtlein, in der Firma eine mitentscheidende Rolle spielen.
Schauplätze der Serie sind Deutschland, Österreich und die Antillen.

## Hintergrund
Die 13 Millionen DM teure Produktion war ein Versuch von ProSieben, eine deutsche Familiensaga vergleichbar zu Das Erbe der Guldenburgs in Szene zu setzen. Das Zuschauerinteresse war allerdings so gering, dass die Ausstrahlung nach zehn Episoden abgebrochen wurde. Die letzten vier bereits produzierten Folgen wurden erst 2007 im Heimatkanal ausgestrahlt.

## Hauptdarsteller und Rollen
| Schauspieler        | Rolle                  | Episoden |
| ------------------- | ---------------------- | -------- |
| Dietmar Schönherr   | Ruprecht Jauffenberger | 14       |
| Helmut Lohner       | Florian Jauffenberger  | 14       |
| Michael Brandner    | Andi Jauffenberger     | 14       |
| Christine Neubauer  | Anna Jauffenberger     | 14       |
| Christian Spatzek   | Franz Jauffenberger    | 14       |
| Caroline Redl       | Clara Jauffenberger    | 14       |
| Petra Zieser        | Johanna Härtlein       | 14       |
| Irm Hermann         | Hansi                  | 14       |
| Ulrike Folkerts     | Kira von Mayenbrink    | 13       |
| Bruno Eyron         | Toni Jauffenberger     | 14       |
| Al Corley           | Garry                  | 12       |
| Michael Simbruk     | Stefan Knecht          | 12       |
| Fritz Müller-Scherz | Toe Godeverwachting    | 10       |
| Ayse Romey          | Shelly                 | 8        |
| Nicolin Kunz        | Dr. Zumsteg            | 5        |

## Episoden
| Folge | Titel                                | Ausstrahlung      |
| ----- | ------------------------------------ | ----------------- |
| 1     | Das verhängnisvolle Erbe (Pilotfilm) | 18. Dezember 1994 |
| 2     | Ein fast perfekter Schwindel         | 19. Dezember 1994 |
| 3     | Neue Liebe, alte Geschäfte           | 20. Dezember 1994 |
| 4     | Ein riskanter Sprung                 | 21. Dezember 1994 |
| 5     | Das Ende einer Freundschaft          | 22. Dezember 1994 |
| 6     | Sabotage bei Jauffenberger           | 23. Dezember 1994 |
| 7     | Eine unheilvolle Verbindung          | 27. Dezember 1994 |
| 8     | Ein furchtbarer Verdacht             | 28. Dezember 1994 |
| 9     | Späte Wahrheiten                     | 29. Dezember 1994 |
| 10    | Andis Gewissenskonflikt              | 30. Dezember 1994 |
| 11    | Der Außenseiter                      | 14. April 2007    |
| 12    | Frischer Wind bei Jauffenberger      | 15. April 2007    |
| 13    | Schmerzliche Neuigkeiten             | 21. April 2007    |
| 14    | Wer ist der Vater?                   | 22. April 2007    |